# Husova (Třeboň)

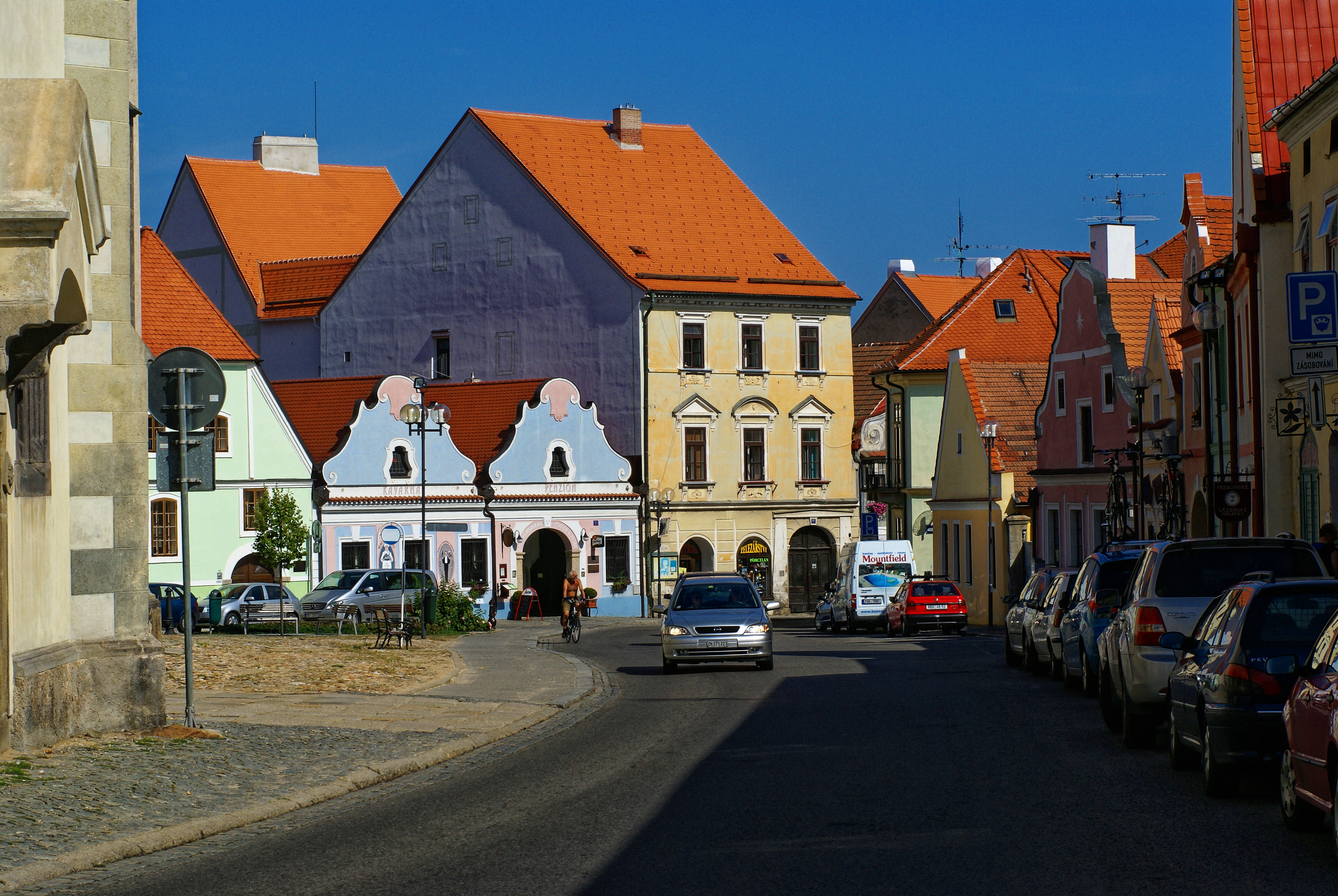
Pohled od kostela směrem na východ.

Husova je ulice v historickém jádru jihočeského města Třeboně. Nachází se v jejím severním části. Vedena je východo-západním směrem, a to od východního konce Masarykova náměstí okolo Kláštera augustiniánů až k Budějovické bráně.

## Historie
Původně byla známá pod názvem Klášterní nebo Školní. Názvy odkazují buď na Augustiniánský klášter, nebo na budovu původního gymnázia. Vznikla jako nejprve ulice vedoucí okolo nejstaršího jádra města a zajišťující přístup do jednotlivých domů ze zadního traktu. Od roku 1844 je ve své centrální části nápadně rozšířená. Na tomto místě se původně nacházel hřbitov v blízkosti kostela, který byl v uvedeném roce přenesen mimo město, neboť z rozhodnutí tehdejšího rakouského císaře bylo zakázáno pohřbívat ve městech.
Během existence protektorátu Čechy a Morava nesla třída v němčině název Schulgasse.

## Domy
Na Husově ulici se nachází větší počet památkově chráněných objektů a historicky významných domů. Dům č. p. 11 je též znám jako Dům U Míšků a má nápadné barokní průčelí připomínající selské baroko. Obdobné mají např. i domy čp. 73.